# محافظة أوبولي

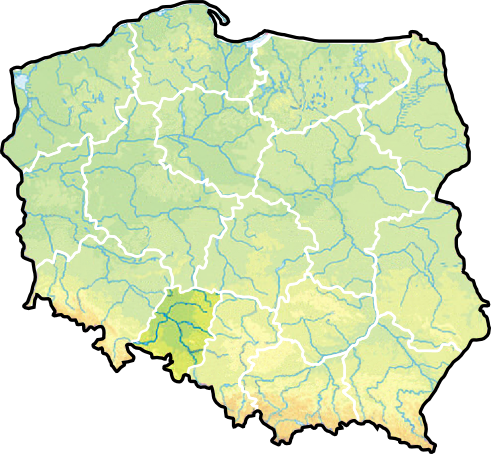
موقع محافظة أوبولي في خارطة بولندا

محافظة أوبولي (باللغة البولندية województwo opolskie (أوبولسكي)) هي واحدة من 16 محافظة من محافظات بولندا، والتي استحدثف بعد التقسيمات الإدارية الجديدة للبلاد سنة 1998. سميت المحافظة بهذا الاسم نسبة إلى أكبر مدنها أوبولي.
تعد محافظة أوبولي جزءاً من منطقة سيليزيا التاريخية، ويحيط بها حالياً ست محافظات، وهي محافظة سيليزيا السفلى إلى الغرب، ومحافظة بولندا الكبرى ومحافظة وودج إلى الشمال، ومحافظة سيليزيا إلى الشرق، وجمهورية التشيك في الجنوب.

## المناخ
يظهر الجدول التالي التغييرات المناخية على مدار السنة لمحافظة أوبولي:
| البيانات المناخية لـمحافظة أوبولي | البيانات المناخية لـمحافظة أوبولي | البيانات المناخية لـمحافظة أوبولي | البيانات المناخية لـمحافظة أوبولي | البيانات المناخية لـمحافظة أوبولي | البيانات المناخية لـمحافظة أوبولي | البيانات المناخية لـمحافظة أوبولي | البيانات المناخية لـمحافظة أوبولي | البيانات المناخية لـمحافظة أوبولي | البيانات المناخية لـمحافظة أوبولي | البيانات المناخية لـمحافظة أوبولي | البيانات المناخية لـمحافظة أوبولي | البيانات المناخية لـمحافظة أوبولي | البيانات المناخية لـمحافظة أوبولي |
| الشهر                             | يناير                             | فبراير                            | مارس                              | أبريل                             | مايو                              | يونيو                             | يوليو                             | أغسطس                             | سبتمبر                            | أكتوبر                            | نوفمبر                            | ديسمبر                            | المعدل السنوي                     |
| --------------------------------- | --------------------------------- | --------------------------------- | --------------------------------- | --------------------------------- | --------------------------------- | --------------------------------- | --------------------------------- | --------------------------------- | --------------------------------- | --------------------------------- | --------------------------------- | --------------------------------- | --------------------------------- |
| متوسط درجة الحرارة الكبرى °م (°ف) | 2 (36)                            | 3 (37)                            | 8 (46)                            | 15 (59)                           | 20 (68)                           | 22 (72)                           | 25 (77)                           | 25 (77)                           | 20 (68)                           | 15 (59)                           | 8 (46)                            | 3 (37)                            | 13.8 (56.8)                       |
| متوسط درجة الحرارة الصغرى °م (°ف) | −3 (27)                           | −3 (27)                           | 0 (32)                            | 4 (39)                            | 8 (46)                            | 11 (52)                           | 14 (57)                           | 14 (57)                           | 10 (50)                           | 5 (41)                            | 1 (34)                            | −2 (28)                           | 4.9 (40.8)                        |
| المصدر: MeteoBlue                 |                                   |                                   |                                   |                                   |                                   |                                   |                                   |                                   |                                   |                                   |                                   |                                   |                                   |

## أعلام
- فريدريش فيلهلم فون سايدليتز

## اقرأ أيضاً
- محافظات بولندا